# Zegar biologiczny
Zegar biologiczny – wewnętrzny oscylator, zespół sterowanych genami procesów biochemicznych zachodzących w komórkach i tkankach organizmu umożliwiający ciągły pomiar czasu, niezależnie od zmian w środowisku zewnętrznym. Jest to mechanizm pozwalający na synchronizację procesów życiowych organizmów do cyklicznie powtarzających się zmian w zewnętrznych warunkach środowiska. Wytwarzanie rytmu zegara biologicznego związane jest z rytmiczną ekspresją genów zegarowych. Rolę koordynacyjną odgrywa melatonina.
Rolę dobowych oscylatorów u zwierząt pełnią struktury ośrodkowego układu nerwowego. Ich endogenny rytm aktywności trwa około 24 godzin. Do rytmu występującego w środowisku synchronizują go dawcy czasu, z których najważniejsze jest światło.

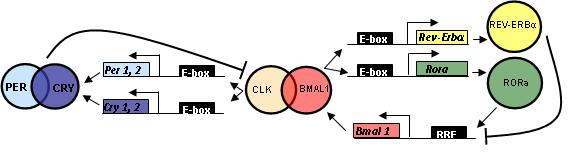
Schemat działania zegara biologicznego ssaków

U ssaków nadrzędny zegar biologiczny znajduje się w jądrach nadskrzyżowaniowych przedniej części podwzgórza. Odpowiada za regulację dobowych rytmów fizjologicznych, biochemicznych i behawioralnych. Uszkodzenie tego ośrodka skutkuje ustaniem lub zaburzeniami rytmiki dobowej, natomiast przeszczepienie jej od innego osobnika przywraca tę funkcję u biorcy. Jądra nadskrzyżowaniowe ściśle współpracują z szyszynką i siatkówką.
Analogiczną funkcję oscylatora u ptaków i u płazów pełnią szyszynka i siatkówka.